# ХК Спартак Електровојводина
Хокејашки клуб Спартак Електровојводина је клуб хокеја на трави из Суботице.

## Историја
Клуб је основан 1949. године у оквиру покраинске установе Електровојводина под називом ХК Електрична централа Суботица, име мења 1956. у ХК Електровојводина. Овај клуб је један од најстаријих клубова у хокеју на трави у Србији. Прва титула освојена је 1972, те године је проглашаван за најбољи спортски колектив Суботице. На другу титулу дуго се чекало, освојена је тек 2005. и од тада траје доминација ХК Спартака ЕВ у државном првенству. Постоји и женска секција овог клуба.

## Успеси
- Национално првенство (8):
  - Првенство СФР Југославије
    - Првак (1): 1972.
    - Други (1): 1969.

  - Првенство Србије
    - Првак (7): 2005, 2006, 2007, 2008, 2009, 2012, 2013.
    - Други (1): 2010, 2011.
- Национални куп (1):
  - Куп СФР Југославије
    - Освајач (1): 1972.
    - Финалиста: